# توت‌فرنگی‌های وحشی
توت‌فرنگی‌های وحشی فیلمی درام محصول سال ۱۹۵۷ سوئد به نویسندگی و کارگردانی اینگمار برگمان است. عنوان اصلی آن در زبان سوئدی Smultronstället است که به‌صورت تحت‌اللفظی به‌معنای «محل توت‌فرنگی وحشی» است، اما به‌صورت اصطلاحی به مکانی دنج و گاه پنهان اشاره دارد که دارای ارزش شخصی یا عاطفی است و معمولاً برای عموم ناشناخته می‌ماند. در این فیلم، ویکتور شوستروم در واپسین نقش‌آفرینی سینمایی خود نقش پیرمردی را ایفا می‌کند که به یاد گذشته‌اش می‌افتد. از دیگر بازیگران فیلم می‌توان به چهره‌های آشنای آثار برگمان همچون بیبی آندرشون، اینگرید تولین و گونار بیورنستراند اشاره کرد. همچنین ماکس فون سیدو و گونل لیندبلوم در نقش‌هایی کوتاه در فیلم حضور دارند.
برگمان فیلم‌نامهٔ توت‌فرنگی‌های وحشی را در دوران بستری‌بودنش در بیمارستان نوشت. این فیلم با پرداختن به مضامینی فلسفی همچون درون‌نگری و شرایط انسانی، پس از اکران با استقبال گسترده و مثبت در سوئد مواجه شد و جایزهٔ خرس طلایی بهترین فیلم را در هشتمین جشنوارهٔ بین‌المللی فیلم برلین از آنِ خود کرد. توت‌فرنگی‌های وحشی اغلب یکی از بهترین آثار برگمان و نیز یکی از برترین فیلم‌های تاریخ سینما دانسته می‌شود.

## خلاصهٔ داستان
ایساک بورگ، استاد بداخلاق، لجباز و خودمحور، پزشک ۷۸ سالهٔ بیوه‌ای است که در زمینهٔ باکتری‌شناسی تخصص دارد. پیش از آن‌که تخصص بگیرد، به‌عنوان پزشک عمومی در مناطق روستایی سوئد فعالیت می‌کرد. او سفری طولانی را با اتومبیل از استکهلم به لوند آغاز می‌کند تا در پنجاهمین سالگرد دریافت دکترایش از دانشگاه لوند، درجهٔ دکتر جوبیلاریس را دریافت کند. در این سفر، عروس باردارش، ماریانه، او را همراهی می‌کند. او رابطهٔ چندان خوبی با پدرشوهرش ندارد و تصمیم دارد از همسرش، اوالد (تنها پسر ایساک)، جدا شود. اوالد نمی‌خواهد این فرزند — که نخستین فرزندشان است — به دنیا بیاید.
در طول سفر، ایساک به‌واسطهٔ کابوس‌ها، خیال‌بافی‌ها، سالمندی و نزدیکی مرگ، وادار می‌شود زندگی‌اش را از نو ارزیابی کند. او با گروهی از مسافران عبوری مواجه می‌شود که هرکدام در او رؤیاها یا خاطراتی از گذشتهٔ پرآشوبش را برمی‌انگیزند. نخستین گروه شامل دو جوان و همراهشان، زنی به‌نام سارا است که هر دو مرد شیفتهٔ او هستند. سارا شبیه به معشوقهٔ دوران جوانی ایساک است. ایساک به یاد کودکی‌اش در کنار دریا و محبوبش سارا می‌افتد؛ کسی که با او خاطرهٔ چیدن توت‌فرنگی داشت، اما در نهایت با برادر ایساک ازدواج کرد. این گروه نخست تا پایان سفر با ایساک همراه می‌مانند. در ادامه، ایساک و ماریانه با زوجی میانسال و تلخ‌کام به نام آلمان‌ها برخورد می‌کنند که اتومبیلشان نزدیک بود با ماشین آن‌ها تصادف کند. این زوج با لحنی چنان گزنده و سمی با یکدیگر بحث می‌کنند که ماریانه خودرو را متوقف می‌کند و از آن‌ها می‌خواهد پیاده شوند. این زوج، ایساک را به یاد ازدواج ناموفق خودش می‌اندازند. در یکی از صحنه‌های رؤیایی، استن آلمان ـ که حالا در نقش ممتحن ظاهر شده ـ از ایساک می‌خواهد که نوشته‌هایی «بیگانه» را از روی تخته‌سیاه بخواند. ایساک نمی‌تواند. آلمان خودش آن را می‌خواند: «وظیفهٔ نخست پزشک، طلب بخشش است»، و نتیجه می‌گیرد: «تو مقصر گناه هستی».
او با تنهایی و سردی خود روبه‌رو می‌شود؛ ویژگی‌هایی که آن‌ها را هم در مادر سالخورده‌اش (که در میان راه به دیدارش می‌روند) و هم در پسر میانسالش که پزشک است، بازمی‌شناسد. ایساک به‌تدریج می‌پذیرد که خودِ واقعی‌اش، گذشته‌اش، اکنونش و مرگِ در پیش را باید قبول کند.
بورگ سرانجام به مقصد می‌رسد و عنوان دکتر جوبیلاریس به او اعطا می‌شود، اما این رویداد چیزی جز آیینی تهی نمی‌نماید. همان شب، او با مهر و محبت از دوستان جوانش خداحافظی می‌کند؛ کسانی که زمانی برایش طعنه‌آمیز و آزاردهنده بودند. در پاسخ به ابراز محبت شوخ‌طبعانهٔ دختر جوان، در گوش او زمزمه می‌کند: «به یاد خواهم داشت». زمانی که به تخت‌خوابش در خانهٔ پسرش می‌رود، آرامشی عمیق بر او چیره می‌شود و خواب پیک‌نیکی خانوادگی کنار دریاچه را می‌بیند. سرانجام، آرامش و تأیید زندگی به سراغ او آمده‌اند و چهرهٔ بورگ از شادی می‌درخشد.

## بازیگران
- ویکتور شوستروم در نقش پروفسور ایساک بوری
- بیبی آندرشون در نقش سارا (دخترعموی ایساک / مسافر عبوری)
- اینگرید تولین در نقش ماریانه بوری
- گونار بیورنستراند در نقش اوالد بوری
- یولان کیندال در نقش آگدا، خدمتکار ایساک
- فولکه سوندکوئیست در نقش آندش، مسافر عبوری
- بیورن بیلفونستام در نقش ویکتور، مسافر عبوری
- نایما ویفستراند در نقش مادر ایساک
- گونل بروستروم در نقش بریت آلمان، همسر عصبانی
- گونار شوبری در نقش استن آلمان، شوهر عصبانی / ممتحن
- ماکس فون سیدو در نقش هنریک اوکرمان، متصدی پمپ‌بنزین
- آن‌ماری ویمن در نقش اوا اوکرمان
- گرترود فرید در نقش کارین بوری، همسر ایساک
- اوکه فریدل در نقش معشوقهٔ کارین
- سیف رود در نقش عمه اولگا
- اینگوه نوردوال در نقش عمو آرون
- پر شوستراند در نقش زیگفرید بوری
- یو پتره در نقش زیگبریت بوری
- گونل لیندبلوم در نقش شارلوتا بوری
- مد هانسون در نقش آنژلیک بوری
- اوا نوره در نقش آنا بوری
- یوران لوندکویست در نقش بنیامین بوری
- پر شوکس‌برگ در نقش هاگبارت بوری
- لنا برگمان در نقش کریستینا بوری (دوقلو)
- مونیکا ارلینگ در نقش بیرگیتا بوری (دوقلو)

## تولید

### زمینه‌ها

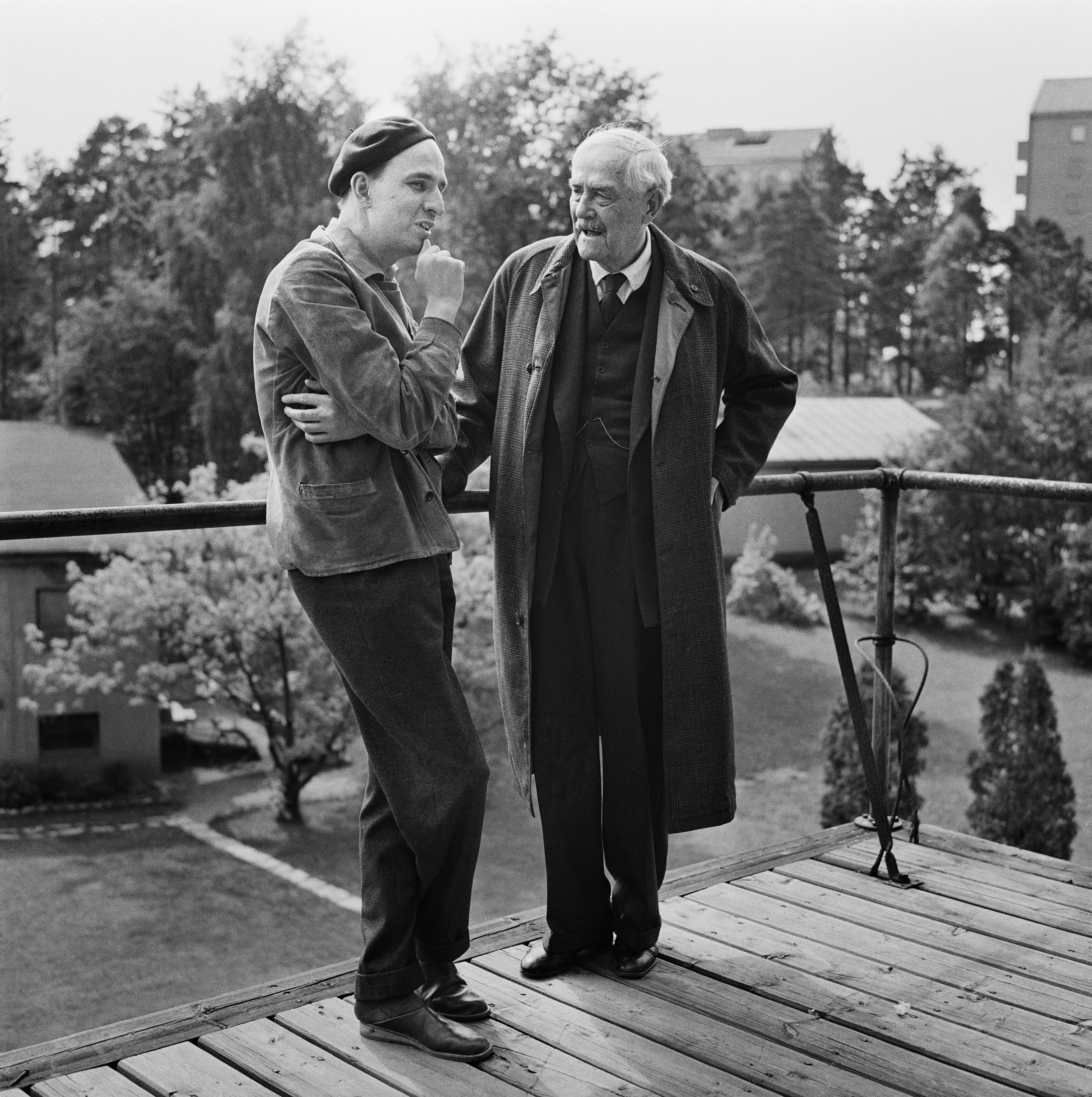
اینگمار برگمان (چپ) و ویکتور شوستروم (راست) در سال ۱۹۵۷، در حین تولید توت‌فرنگی‌های وحشی در استودیوهای سولنا.

ایدهٔ برگمان برای ساخت این فیلم در جریان سفری با خودرو از استکهلم به دالارنا شکل گرفت؛ سفری که طی آن در زادگاهش، اوپسالا، توقف کرد. وقتی از کنار خانهٔ مادربزرگش عبور می‌کرد، ناگهان تصور کرد اگر بتواند در را باز کند و داخل خانه را همان‌طور که در دوران کودکی‌اش بود، بیابد، چه می‌شد. او می‌گوید: «پس به ذهنم رسید — اگر بتوان فیلمی در این باره ساخت چه؟ اینکه در کمال واقع‌گرایی در خانه‌ای را باز کنی و وارد کودکی‌ات شوی، سپس دری دیگر باز کنی و به واقعیت بازگردی، و بعد پیچ کوچه‌ای را بپیچی و به دوره‌ای دیگر از زندگی‌ات برسی، و همه‌چیز ادامه داشته باشد، زنده باشد. این در واقع ایدهٔ پشتِ توت‌فرنگی‌های وحشی بود». بااین‌حال، برگمان بعدها داستان شکل‌گیری فیلم را بازنگری کرد. در کتاب تصاویر: زندگی من در فیلم می‌نویسد: «این یک دروغ است. حقیقت این است که من برای همیشه در کودکی‌ام زندگی می‌کنم».: ص۲۴ 

### توسعه
برگمان فیلم‌نامهٔ توت‌فرنگی‌های وحشی را در بهار ۱۹۵۷ در بیمارستان کارولینسکا در استکهلم (محل کار ایساک بوری در فیلم) نوشت؛ او به‌تازگی بر پایهٔ یک طرح کلی، از تهیه‌کننده کارل آندش دیملینگ اجازهٔ ساخت فیلم را گرفته بود. او دو ماه در بیمارستان بستری بود و برای مشکلات معده‌ای مزمن و استرس شدید تحت درمان قرار داشت. پزشک برگمان در کارولینسکا دوست نزدیکش، استوره هلاندر، بود که او را به حضور در سخنرانی‌هایش دربارهٔ روان‌تنی دعوت کرد. هلاندر با گونل لیندبلوم ازدواج کرده بود که در فیلم نقش خواهر ایساک، شارلوتا، را ایفا کرد.
برگمان در اوج حرفه‌ای خود قرار داشت؛ پس از یک فصل موفق در تئاتر شهر مالمو (که از سال ۱۹۵۲ مدیریت هنری آن را برعهده داشت) و موفقیت فیلم‌های لبخندهای یک شب تابستانی (۱۹۵۵) و مهر هفتم (۱۹۵۷). اما زندگی شخصی‌اش آشفته بود: سومین ازدواجش در آستانهٔ فروپاشی بود، رابطه‌اش با بیبی آندرشون که از ۱۹۵۴ آغاز شده بود، رو به پایان بود، و رابطه‌اش با والدینش، پس از تلاش نافرجام برای آشتی با مادرش، در بحرانی‌ترین وضعیت ممکن قرار داشت.: ص۱۷ 
انتخاب بازیگران و پیش‌تولید به‌سرعت پیش رفت. نسخهٔ نهایی فیلم‌نامه ۳۱ مه تاریخ دارد و فیلم‌برداری بین ۲ ژوئیهٔ تا ۲۷ اوت ۱۹۵۷ انجام شد. صحنه‌های خانهٔ تابستانی در سلتشوبدن، اقامتگاهی محبوب در مجمع‌الجزایر استکهلم فیلم‌برداری شدند. بخشی از سکانس کابوس نیز در نور پیش از طلوع تابستانی در گملا ستان، بخش قدیمی مرکز استکهلم، ضبط شد. بیشتر فیلم در استودیوی شرکت SF و فضای باز آن در «راسوندا» در شمال استکهلم ساخته شد.

### انتخاب بازیگران
گزینهٔ قطعی برگمان برای نقش اصلی استاد سالخورده، ویکتور شوستروم بود؛ اسطورهٔ دوران فیلم صامت و مشاور قدیمی برگمان در سوئنسک فیلم‌ایندوستری که برگمان پیش‌تر در فیلم به‌سوی شادی (۱۹۴۹) او را کارگردانی کرده بود. برگمان می‌گوید: «ویکتور حال خوشی نداشت و تمایل چندانی هم به بازی نداشت... آن زمان حدود ۷۸ سال داشت. بدبین و خسته بود و احساس پیری می‌کرد. مجبور شدم از تمام قدرت اقناعم استفاده کنم تا راضی‌اش کنم این نقش را بپذیرد». برگمان در کتاب برگمان دربارهٔ برگمان گفته بود که تنها پس از تکمیل فیلم‌نامه به یاد شوستروم افتاد و از دیملینگ خواست با او تماس بگیرد. بااین‌حال، در کتاب تصاویر می‌نویسد: «احتمالاً ارزش اشاره دارد که هنگام نوشتن فیلم‌نامه حتی لحظه‌ای هم به شوستروم فکر نکردم. پیشنهاد بازی او از طرف تهیه‌کننده، کارل آندش دیملینگ، مطرح شد. تا جایی که به خاطر دارم، مدت زیادی فکر کردم تا سرانجام با این تصمیم موافقت کردم».: ص۲۴ 
در جریان فیلم‌برداری، سلامت جسمانی شوستروم ۷۸ ساله مایهٔ نگرانی بود. دیملینگ با این جمله او را متقاعد کرده بود: «فقط باید زیر درختی دراز بکشی، توت‌فرنگی وحشی بخوری و به گذشته‌ات فکر کنی. چیز سختی نیست». اما این گفته نادرست بود، زیرا بار اصلی فیلم بر دوش شوستروم بود که در تمام صحنه‌ها، به‌جز یکی، حضور داشت. در آغاز، او با حفظ دیالوگ‌ها مشکل داشت و این باعث خشم و ناامیدی‌اش می‌شد. گاه به گوشه‌ای می‌رفت و از شدت عصبانیت سرش را به دیوار می‌کوبید، تا جایی که خون‌ریزی و کبودی ایجاد می‌شد. او گاهی به جزئیات فیلم‌نامه ایراد می‌گرفت. برای آن‌که بار روحی شوستروم کاهش یابد، برگمان با اینگرید تولین توافق کرده بود که اگر در صحنه‌ای مشکلی پیش آمد، او تقصیر را بر گردن بگیرد. وضعیت وقتی بهتر شد که زمان فیلم‌برداری را طوری تغییر دادند که شوستروم بتواند رأس ساعت پنج عصر، طبق عادت همیشگی‌اش، به خانه رفته و ویسکی بنوشد. او با بیبی آندرشون رابطه‌ای دوستانه و صمیمی داشت.
همانند همیشه، برگمان همکاران خود را از میان بازیگران و تکنسین‌هایی برگزید که پیش‌تر در سینما و تئاتر با آن‌ها کار کرده بود. در نقش سارا، بیبی آندرشون هم نقش معشوقهٔ دوران جوانی بورگ را ایفا می‌کند که با برادرش ازدواج کرد و هم نقش دختر پرشور و زنده‌دلی را بازی می‌کند که یادآور همان عشق ازدست‌رفته است. آندرشون که در آن زمان ۲۱ سال داشت، عضو گروه بازیگران دائمی برگمان بود. او پیش‌تر نقش‌های کوچکی در فیلم‌های لبخندهای یک شب تابستانی (۱۹۵۵) و همسر دلقک در مهر هفتم (۱۹۵۷) بازی کرده بود. آندرشون بعدها در بسیاری از آثار دیگر برگمان نیز حضور یافت، از جمله فیلم شاخص پرسونا (۱۹۶۶). اینگرید تولین در نقش ماریانه، عروس غمگین، مهربان و متین بورگ ظاهر می‌شود. او نیز در آثار دیگر برگمان ایفای نقش کرد، از جمله در نقش معشوقه در نور زمستانی (۱۹۶۳) و یکی از سه خواهر در فریادها و نجواها (۱۹۷۲).